# Neste de Rioumajou
Die Neste de Rioumajou ist ein kleiner Gebirgsfluss in Frankreich, der im Département Hautes-Pyrénées in der Region Okzitanien verläuft. Sie entspringt unter dem Namen Ruisseau de Mommour in den Pyrenäen, nahe der spanischen Grenze, beim Berggipfel Tucco de Mommour (2626 m), im südlichen Gemeindegebiet von Saint-Lary-Soulan, entwässert generell in nördlicher Richtung und mündet nach rund 15 Kilometern an der Gemeindegrenze von Tramezaïgues und Saint-Lary-Soulan als rechter Nebenfluss in die Neste. Bei L’Escalette wird das Wasser der Neste de Rioumajou zu einem kleinen See aufgestaut und über ein Tunnelröhrensystem zum Wasserkraftwerk Centrale Électrique de Maison Blanche bei Tramezaïgues abgeleitet.

## Orte am Fluss
(Reihenfolge in Fließrichtung)
- Hospice de Rioumajou, Gemeinde Saint-Lary-Soulan
- Frédancon, Gemeinde Saint-Lary-Soulan
- L’Escalette, Gemeinde Saint-Lary-Soulan
- Centrale Électrique de Maison Blanche, Gemeinde Saint-Lary-Soulan
- Tramezaïgues